# Suecia durante la Segunda Guerra Mundial

Situación de Suecia en Europa en 1942
Suecia
Reich alemán
Áreas de ocupación alemana
Aliados alemanes, beligerantes y estados títeres.
Territorios aliados
Otros territorios neutrales

Suecia mantuvo su política de neutralidad durante la Segunda Guerra Mundial. Cuando comenzó la guerra el 1 de septiembre de 1939, el destino de Suecia no estaba claro. Sin embargo, gracias a una combinación de su ubicación geopolítica en la península escandinava, el éxito de las maniobras de la realpolitik durante un curso impredecible de los acontecimientos y un aumento militar dedicado después de 1942, Suecia logró mantener su estado de neutralidad oficial durante la guerra.
Al estallar las hostilidades, Suecia había mantenido una postura neutral en las relaciones internacionales durante más de un siglo, desde el final de las guerras napoleónicas en 1815. Veinte naciones mantuvieron una política de neutralidad en septiembre de 1939, pero solo otras siete naciones europeas se encontraron capaces, como Suecia, de mantener oficialmente esta postura durante toda la guerra; estos fueron Irlanda, Portugal, España, Liechtenstein, Ciudad del Vaticano, Andorra y Suiza. El gobierno sueco hizo algunas concesiones y, a veces, violó la neutralidad de la nación en favor de Alemania o de los aliados occidentales.
Durante la invasión alemana de la Unión Soviética, Suecia permitió que la Wehrmacht usara los ferrocarriles suecos para transportar (junio-julio de 1941) a la 163.ª División de Infantería alemana junto con obuses, tanques y armas antiaéreas y municiones asociadas desde Noruega a Finlandia. A los soldados alemanes que viajaban con permiso entre Noruega y Alemania se les permitía pasar a través de Suecia, el llamado permittenttrafik. El mineral de hierro fue vendido a Alemania durante la guerra. Y para los aliados, Suecia compartió inteligencia militar y ayudó a entrenar a soldados formados por refugiados de Dinamarca y Noruega, para ser utilizados en la liberación de sus países de origen. También permitió a los aliados usar bases aéreas suecas entre 1944 y 1945.
Suecia también se convirtió en un refugio para fugitivos antifascistas y judíos de toda la región. En 1943, siguiendo una orden de deportar a toda la población judía de Dinamarca a los campos de concentración, casi todos los 8 000 judíos de Dinamarca fueron puestos a salvo en Suecia. Suecia también se convirtió en un refugio para los judíos noruegos que huyeron de la Noruega ocupada por los alemanes.

## Antecedentes

### Contexto político
Entre 1523 y la Guerra finlandesa de Suecia con el Imperio ruso en 1809, un estado de guerra había existido entre estos dos países durante 67 de esos 286 años. Rusia fue vista como el enemigo histórico hereditario de Suecia. En la paz que siguió a la Guerra finlandesa en 1809, toda Finlandia había sido cedida a Rusia y Suecia reducida a dos tercios de su tamaño anterior.
A medida que se acercaba el fin del siglo XIX y comenzaba el comienzo del XX, Suecia, como muchas otras naciones, se vio acosada por las huelgas y el desorden público. Ya no se toleraban las terribles condiciones de trabajo y la clase trabajadora se estaba levantando en contra del estado. Solo en 1908, hubo alrededor de 300 huelgas en Suecia. Para 1917, la necesidad de Suecia de un nuevo sistema político era evidente a partir de estos disturbios. Desde la década de 1880, el movimiento socialista en Suecia se había dividido en dos grupos opuestos: los socialistas revolucionarios, un movimiento comunista; y los reformistas, un movimiento socialdemócrata, siendo este último el más grande de los dos. En 1917, las reglas de la democracia se modificaron en Suecia, el tamaño del electorado aumentó y en 1921 también se permitió el voto femenino.
Pero incluso estas reformas fueron consideradas demasiado radicales por algunos conservadores. Algunos querían un liderazgo fuerte y no creían en la democracia. En los decenios de 1920 y 1930, continuaron los enfrentamientos entre empleadores y empleados en Suecia. En 1931, esto culminó con los disparos de Ådalen, un incidente donde los militares abrieron fuego en una marcha de protesta. En el mismo año, una milicia secreta de derecha, Munckska Kåren, fue expuesta. Había reclutado a unos 2000 hombres y tenía acceso a armamento pesado. Fue disuelto el año siguiente.
En el otro extremo del espectro político, después de la guerra civil rusa, el Imperio Ruso se convirtió en la Unión Soviética y muchos comunistas suecos cooperaron con este nuevo régimen soviético, buscando realizar una revolución mundial. Se pensaba que el compromiso y un sistema parlamentario se interponían en el camino de una sociedad más justa y equitativa.
Un nuevo gabinete encabezado por los socialdemócratas con Per Albin Hansson como primer ministro, tomó el control en 1932. Se llevó a cabo una política de cooperación y consenso, que llevó a una mayor división entre las dos facciones socialistas: los comunistas y la izquierda reformista. La distancia entre estos dos, al menos a nivel ideológico, llegó a ser tan grande que los comunistas a menudo se referían a los socialdemócratas como "los socialistas fascistas". Además de un período denominado "el gobierno de vacaciones" (en sueco: semesterregeringen) entre el 19 de junio y el 28 de septiembre de 1936, Per Albin Hansson sería el primer ministro de Suecia hasta su muerte en 1946.

### Contexto militar
Suecia tenía muy pocos tanques en el periodo de entreguerras. Durante un tiempo, todo el cuerpo blindado constaba de diez Stridsvagn mf/21. Se trataba de un diseño basado en un tanque alemán de la Primera Guerra Mundial y que Suecia había comprado en secreto en forma de kits de montaje de tractores.
En la "resolución de defensa" de 1936 (Försvarsbeslut; una decisión gubernamental sueca tomada cada cinco años, en relación con la organización y el desarrollo de los militares), se decidió formar dos batallones de tanques. Fale Burman, jefe de "Adquisiciones del Ejército" (Arméns utrustningsdetalj) en 1937, comentó:

... Härför krävdes total nyanskaffning av deras viktigaste innehåll, stridsvagnarna. Redan på ett tidigt stadium fick vi dock klart för oss att om vi enbart valde kanonutrustade vagnar skulle de högst komma upp till ett antal av 15 -20.

(Esto requirió la compra de su pieza principal de maquinaria militar, tanques. Ya en una etapa temprana, nos quedó claro que si simplemente elegimos los tanques equipados con cañones, podríamos tener como máximo 15-20 de ellos).
Försvarsbeslut

Para asegurarse de que el entrenamiento a nivel de batallón fuera posible, también se compraron tanques equipados con ametralladoras. Para 1939, Suecia tenía 48 tanques de fabricación checoslovaca con armamento de ametralladoras y unos 20 tanques Stridsvagn L-60 armados con un cañón principal de 20 mm.
El ejército sueco se había organizado en cuatro divisiones desde la década de 1890, con los regimientos del norte de Norrland y Gotland como unidades separadas. Esto estaba desactualizado, y en 1942, se adoptó una nueva organización militar.
La larga política de neutralidad de Suecia se puso a prueba en muchas ocasiones durante los años treinta. Los desafíos vinieron de una Alemania nacionalista, fuertemente rejuvenecida. Desde 1919 hasta 1935, Suecia había sido un partidario activo de la Liga de las Naciones y la mayor parte de la energía política de Suecia en el ámbito internacional se había dirigido hacia la preservación de la Liga de las Naciones.
La política sueca no alineada durante este período se fundó en el supuesto de que había dos poderes opuestos en el Báltico, Alemania y la Unión Soviética. Debido a que estos dos poderes necesitaban protegerse el uno contra el otro, la esperanza era que solo pudieran desplegar fuerzas menores contra Suecia u otros países no alineados. Fue esta expectativa la que hizo factible la defensa de un país pequeño. El Pacto Molotov-Ribbentrop, firmado a fines de agosto de 1939 entre la Alemania nazi y la Unión Soviética, alteró este equilibrio.

### Preparaciones antes del conflicto
En 1936, el gobierno sueco comenzó a aumentar su preparación militar a medida que la situación internacional empeoraba. El gasto militar en Suecia pasó de 37 millones de dólares en 1936, a 50 millones en 1937, a 58.6 millones en 1938, y luego aumentó más de cinco veces a 322.3 millones de dólares en 1939. Durante la Segunda Guerra Mundial, el gasto militar alcanzó un máximo de 527.6 millones de dólares en 1942.
No solo el gobierno sueco estaba comprando material para fortalecer sus defensas, sino que también comenzó a reclutar soldados. El 6 de mayo de 1938, el gobierno convocó a todos los que tenían 15 años de edad por períodos cortos de capacitación. Además de esto, el Gabinete sueco ordenó que una cuarta parte de los reclutados en 1938 debiera ser retenido para capacitación adicional.
En 1940, se creó la Guardia Nacional sueca (Hemvärnet). Sus unidades eran pequeños grupos de exsoldados que estaban equipados con rifles, ametralladoras, municiones, medicinas y uniformes. Tenían la opción de comprar materiales adicionales como esquís, suéteres y botas de marcha. La Lottorna (Servicio de Defensa Voluntaria de Mujeres Suecas) ya existía desde 1924.
Mientras se armaba, Suecia sintió que era necesario articular y hacer cumplir su política de neutralidad. Per Albin Hansson declaró poco antes de que comenzara la Segunda Guerra Mundial:

Amistosos con todas las demás naciones y fuertemente vinculados a nuestros vecinos, no consideramos a nadie como nuestro enemigo. No hay lugar en los pensamientos de nuestro pueblo para la agresión contra cualquier otro país, y notamos con gratitud, las seguridades de los demás que no desean alterar nuestra paz, nuestra libertad o nuestra independencia. El fortalecimiento de nuestros preparativos de defensa sirve simplemente para subrayar nuestra determinación fija de mantener a nuestro país fuera de los conflictos que pueden surgir entre otros y, durante tales conflictos, para salvaguardar la existencia de nuestro pueblo.
Per-Albin Hansson, 1 de septiembre de 1939

Georg Homin, un capitán del Estado Mayor, declaró:

Sin una fuerza defensiva no podemos seguir ninguna política propia, nuestras declaraciones se convierten en simples palabras vacías y dejamos el destino del país al azar o a las decisiones de otros. Con una defensa tan fuerte como lo permiten las condiciones suecas, nos aseguramos la base de una política sueca independiente y continua.
Georg Homin

## Guerra

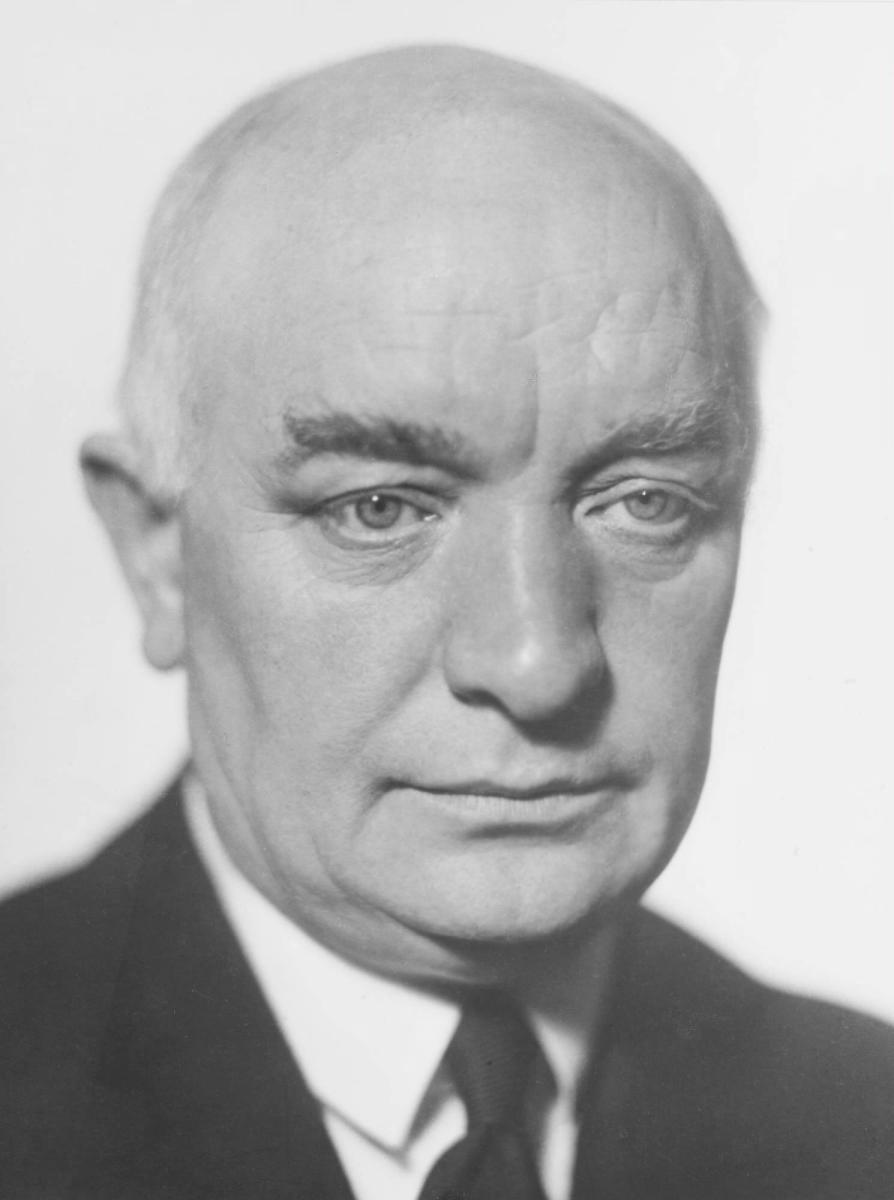
El primer ministro sueco Per Albin Hansson declaró a Suecia neutral el 1 de septiembre de 1939.

Cuando, en septiembre de 1939, Alemania atacó a Polonia y tanto Francia como Gran Bretaña declararon la guerra a la Alemania nazi, Suecia se declaró a sí misma un país neutral en relación con esta escalada de situación. Un ejemplo que ilustra esta situación puede ser el intento fallido por parte de los Aliados de liberar submarinos polacos (ORP Ryś, ORP Żbik, ORP Sęp) que fueron internados después de que llegaron a los puertos suecos (que requieren reparaciones de daños de batalla, sin poder llegar a Gran Bretaña).
Al estallar la Guerra de Invierno entre Finlandia y la Unión Soviética en noviembre de 1939, Suecia se declaró "no beligerante" con respecto a este conflicto en particular, al lado activamente de Finlandia. Esto permitió a Suecia ayudar económicamente a Finlandia y con armamentos. Suecia y Finlandia también establecieron campos minados en el Mar de Åland para disuadir a los submarinos soviéticos de ingresar al Golfo de Botnia.

### Comercio exterior
Suecia no fue atacada directamente durante la Segunda Guerra Mundial. Sin embargo, estuvo sujeto a los bloqueos navales británicos y alemanes y los bombardeos accidentales de los soviéticos en algunas ciudades (por ejemplo, Strängnäs), lo que dio lugar a problemas con el suministro de alimentos y combustibles. Cuando Alemania invadió Dinamarca y Noruega en abril de 1940, junto con un bloqueo alemán del Mar del Norte, cada envío tuvo que ser negociado con las autoridades británicas y alemanas, lo que redujo drásticamente el volumen de comercio. Entre 1938 y 1944, la importación sueca de productos petrolíferos y carbón disminuyó en un 88% y 53% respectivamente, lo que llevó a una grave escasez. Otros artículos críticos fueron el caucho natural, metales de aleación y alimentos. Esta situación llevó a un extenso racionamiento de combustibles y alimentos en Suecia y se desarrollaron y produjeron sustitutos. El gas de madera se usó como combustible para vehículos de motor y aceite de esquisto como sustituto del aceite de búnker.

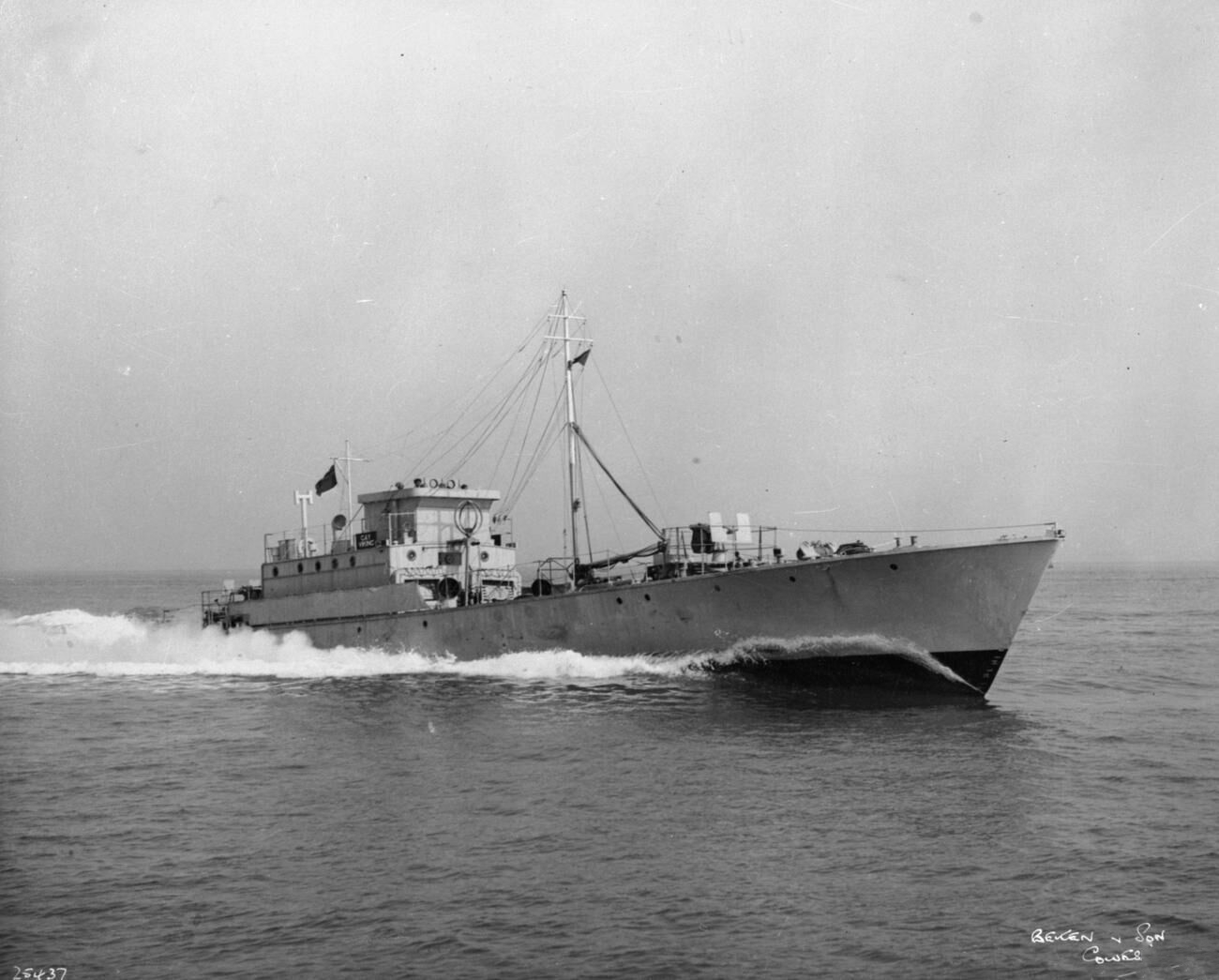
El Gay Viking fue uno de los barcos de alta velocidad utilizados como corredores de bloqueo para el comercio de rodamientos de bolas.

Al comienzo de la guerra, se habían firmado acuerdos entre Suecia y el Reino Unido y la Alemania nazi para mantener un comercio vital; pero a pesar de esto, y el hecho de que Suecia se había declarado un país neutral, la navegación sueca comenzó a ser atacada. El comercio de Suecia con Gran Bretaña se redujo en un 70%. Dentro del bloqueo del Mar del Norte, el comercio con Alemania aumentó, hasta que el 37% de las exportaciones de Suecia se enviaron a Alemania. Para bienes muy importantes, como los rodamientos de bolas para la industria aeronáutica británica, los corredores de bloqueo realizaron el envío utilizando Motor Gun Boats reconstruido, que podía utilizar la oscuridad invernal y la alta velocidad para penetrar el bloqueo alemán del estrecho de Skagerrak entre Noruega y el extremo norte de Dinamarca.
Antes del estallido de la guerra, el Ministerio de Defensa de Suecia (Real Administración de Material de la Fuerza Aérea Sueca) había ordenado a unos 300 aviones de combate de los Estados Unidos, principalmente Seversky P-35 y P-66 Vanguard. En 1940, sin embargo, la administración estadounidense detuvo estas exportaciones. Solo unos 60 aviones habían sido entregados. Suecia logró posteriormente comprar 200 aviones de Italia, un aliado fascista de Alemania en ese momento; estos aviones eran principalmente Fiat CR.42, Reggiane Re.2000 y Caproni Ca.313.

### Guerra de Invierno

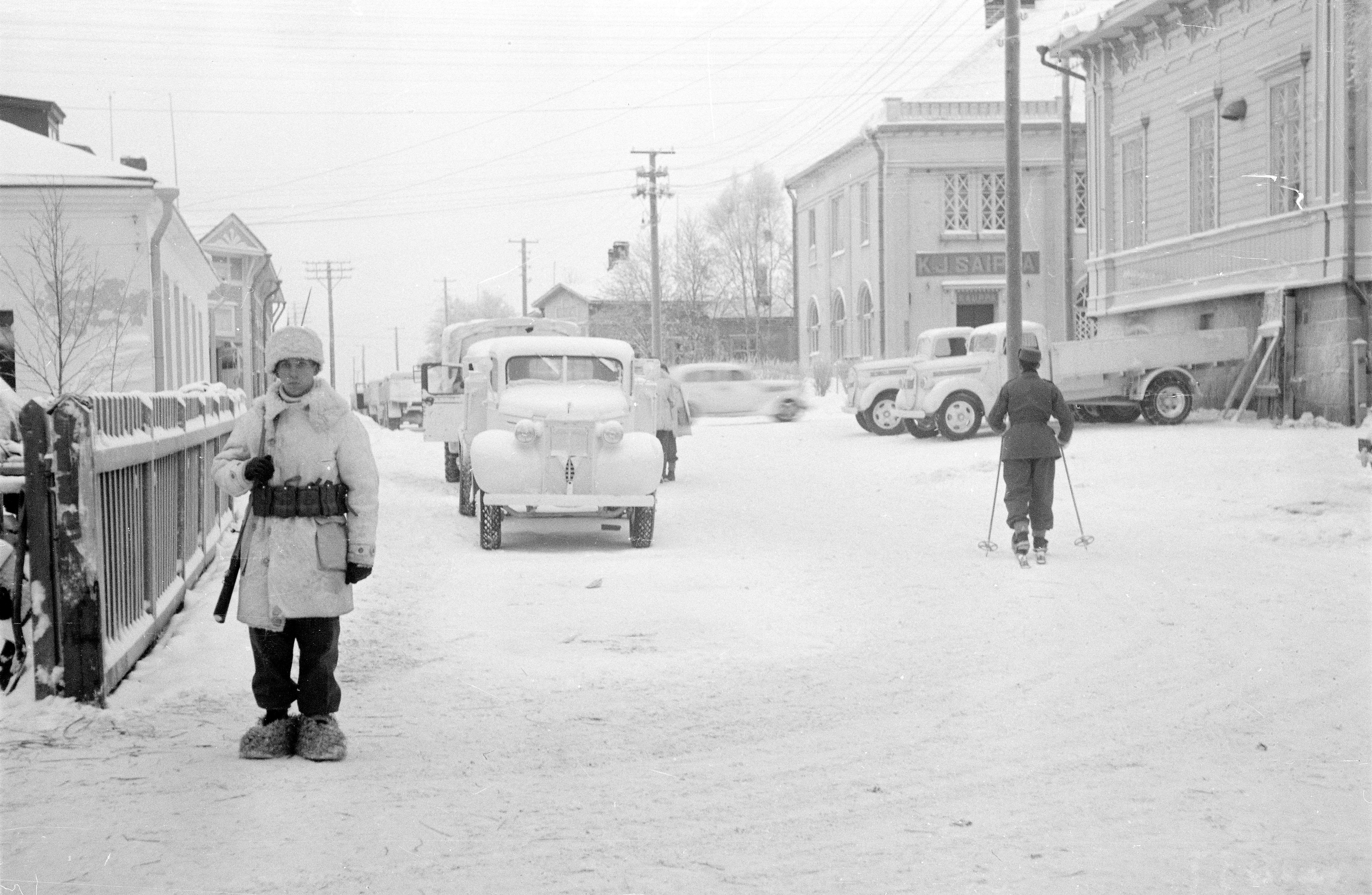
Soldados suecos en la ciudad finlandesa de Tornio, a finales de diciembre de 1939.

#### Impacto en la política doméstica
La guerra estalló entre Finlandia y la Unión Soviética en noviembre de 1939. En Suecia, los partidos Liberal, Conservador y Agrario estaban preocupados por la amenaza percibida de la Unión Soviética. Los socialdemócratas estaban, en general, igualmente preocupados. Destacados socialdemócratas como Rickard Sandler y Torsten Nilsson desempeñaron un papel destacado en el apoyo a Finlandia. Los comunistas fueron abiertamente leales a la Unión Soviética y apoyaron su Pacto Molotov-Ribbentrop con Alemania. Sin embargo, cuando Alemania invadió la Unión Soviética en junio de 1941, dieron la vuelta a una visión pro-Aliada.

#### Defensa de Finlandia

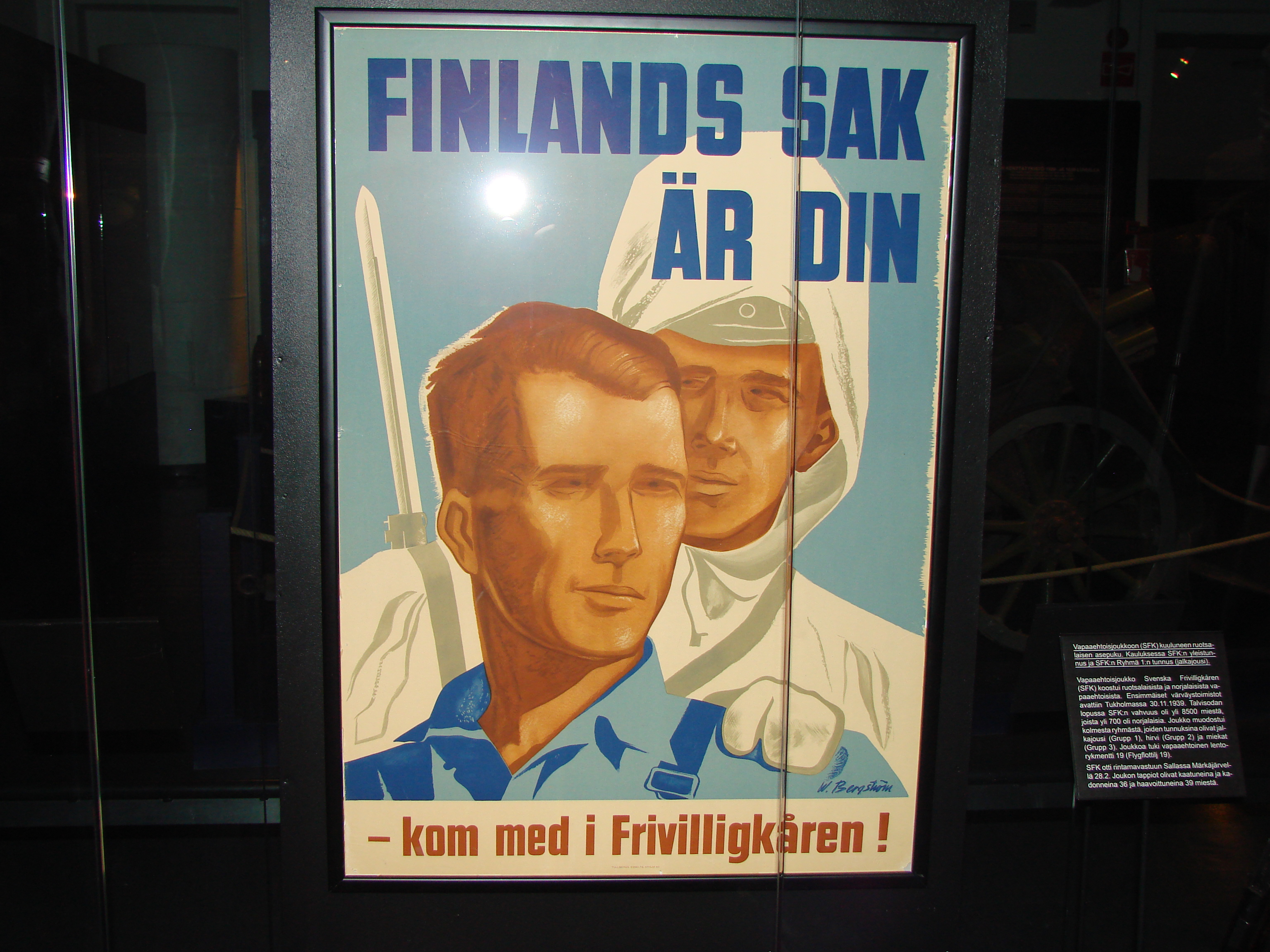
Cartel sueco de reclutamiento para la Guerra en Finlandia.

Cuando la Unión Soviética atacó a Finlandia en noviembre de 1939, muchos suecos estaban a favor de algún tipo de participación en el conflicto, tanto a nivel humanitario como militar. El interés de Suecia en Finlandia radica en el hecho de que Finlandia había sido una parte integrada de Suecia durante más de seiscientos años, y Suecia perdió el control de sus provincias orientales en 1809. A pesar de varias súplicas del gobierno finlandés, el gobierno sueco se negó a participar militarmente mientras el Ejército Rojo avanzaba durante la Guerra de Invierno. Sin embargo, Suecia se declaró "no beligerante" en lugar de neutral durante el conflicto y hasta 8 000 suecos fueron voluntariamente a Finlandia para luchar. El gobierno y el público suecos también enviaron alimentos, ropa, medicinas, armas y municiones para ayudar a los finlandeses durante este conflicto. Esta ayuda militar incluyó:
- 135 402 rifles, 347 ametralladoras, 450 ametralladoras ligeras con 50.013.300 rondas de municiones de armas pequeñas;
- 144 cañones de campaña, 100 cañones antiaéreos y 92 cañones antitanques con 301.846 proyectiles;
- 300 minas navales y 500 cargas de profundidad;
- 17 aviones de combate, 5 bombarderos ligeros, 1 avión de transporte DC-2 convertido en bombardero y 3 aviones de reconocimiento.

Doce de los aviones de combate más modernos de Suecia, los Gloster Gladiators británicos, fueron llevados por pilotos voluntarios suecos con insignias finlandesas. Estos aviones constituían un tercio de la fuerza de combate de Suecia en ese momento. Además, Suecia recibió a unos 70 000 niños finlandeses que fueron enviados a Suecia para buscar seguridad durante la década de 1940.

#### Posible invasión aliada
La industria alemana dependía en gran medida del mineral de hierro sueco. Los aliados habían tenido la intención de utilizar el ataque soviético contra Finlandia en noviembre de 1939 como cobertura para confiscar los importantes depósitos suecos de mineral de hierro en el norte, además de los puertos noruegos a través de los cuales este mineral se enviaba a Alemania. El plan era obtener el permiso de Noruega y Suecia para enviar una fuerza expedicionaria a Finlandia al norte de Noruega y Suecia, aparentemente para ayudar a los finlandeses. Pero una vez en su lugar, debían proceder a tomar el control de los puertos y las minas de mineral de hierro, ocupando ciudades como Gävle y Luleå y negando el acceso alemán al mineral de hierro sueco. De esta manera, a unos incautos Noruega y Suecia se le presentaría un hecho consumado. Sin embargo, al darse cuenta de este peligro y la posibilidad consiguiente de la ocupación aliada o alemana y de la guerra en su territorio, tanto los suecos como los noruegos se negaron a permitir esta propuesta.

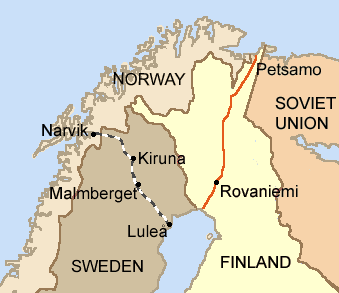
Se ofreció apoyo franco-británico con la condición de que se le permitiera el paso libre a través de la neutral Noruega y Suecia en lugar de tomar el camino del Petsamo ocupado por los soviéticos.

Mientras tanto, los alemanes, habiendo sospechado una amenaza aliada, estaban haciendo sus propios planes para una invasión de Noruega con el fin de proteger sus líneas de suministro estratégicas. El incidente del Altmark del 16 de febrero de 1940 convenció a Hitler de que los aliados no respetarían la neutralidad noruega, por lo que ordenó planes para una invasión.
La renuencia escandinava a permitir que las tropas aliadas ingresen a su territorio había detenido el plan original de los aliados para utilizar la ayuda a Finlandia como pretexto para moverse en tropas, pero el 12 de marzo de 1940, los aliados decidieron intentar una invasión "semipacífica". Las tropas debían desembarcar en Noruega y proceder a Suecia para capturar las minas de mineral de hierro suecas. Sin embargo, si se encontraba una resistencia militar seria, no debían presionar sobre el tema. Sin embargo, Finlandia demandó la paz el 12 de marzo, por lo que este plan también tuvo que ser abandonado. Los alemanes eran en parte conscientes de estas intenciones aliadas, ya que habían interceptado el tráfico de radio que mostraba que los grupos de transporte aliados estaban siendo preparados. Unos días después, también interceptaron mensajes que confirmaban que los Aliados habían abandonado su plan y debían volver a desplegar sus fuerzas.
Los planes alemanes para una invasión de Noruega continuaron, ya que Hitler temía que los Aliados tuvieran la intención de lanzar su propia invasión. El 9 de abril se estableció como la fecha de la Operación Weserübung, el ataque alemán contra Noruega.
Hitler tenía razón sobre las intenciones aliadas. El plan aliado tenía dos partes, la Operación Wilfred y el Plan R 4. La Operación Wilfred debía llevarse a cabo el 5 de abril (de hecho, se retrasó hasta el 8 de abril) cuando se extraían las aguas territoriales noruegas, violando la neutralidad noruega. Esto obligaría a los barcos que transportan mineral a Alemania a viajar fuera de la protección de las aguas territoriales noruegas y, por lo tanto, convertirse en objetivos legítimos para la Royal Navy. Se esperaba que esto provocaría una reacción militar alemana. Tan pronto como los alemanes reaccionaron, bajo el "Plan R 4", 18 000 tropas aliadas desembarcaron en Narvik, cerrando el enlace ferroviario a Suecia. Otras ciudades que los aliados esperaban capturar eran Trondheim y Bergen.
El primer barco que transportaba tropas aliadas debía comenzar su viaje unas horas después de la colocación de la mina. El 8 de abril, un destacamento naval real dirigido por el HMS Renown minó las aguas noruegas como parte de la operación Wilfred, pero las tropas alemanas ya estaban en camino y el "Plan R 4" quedó rápidamente obsoleto.

### Ocupación de Dinamarca y Noruega

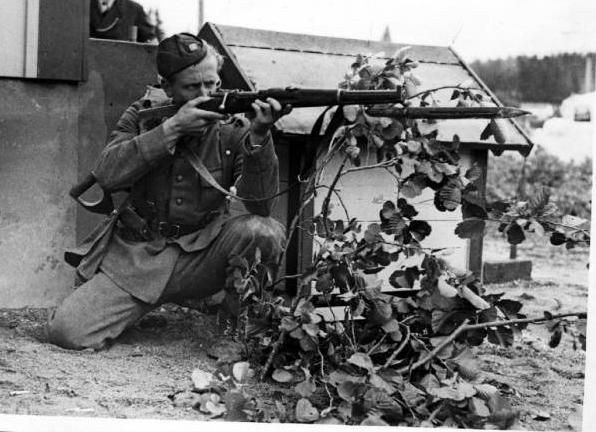
Soldado sueco durante la Segunda Guerra Mundial.

El 9 de abril de 1940, Alemania lanzó la Operación Weserübung, una operación con el objetivo de ocupar simultáneamente Dinamarca y Noruega, y dar un golpe de Estado en Noruega. Este movimiento tuvo varias consecuencias de largo alcance para Suecia. En efecto, Suecia estaba aislada del comercio con el mundo occidental y, por lo tanto, era más dependiente de la buena voluntad alemana, lo que finalmente condujo a la permittenttrafik o autorización de tráfico. Pero también disminuyó el riesgo inmediato de que Suecia se convirtiera en un escenario de guerra entre el Eje y los Aliados.
Cuando Alemania invadió Dinamarca y Noruega el 9 de abril de 1940, los 100 000 soldados suecos que habían sido desplegados a lo largo de la frontera finlandesa en el norte de Suecia estaban en proceso de desmovilización, debido al final de la Guerra de Invierno. Antes del estallido de las hostilidades, Suecia no tenía planes para defender a Noruega ni ninguna estrategia de defensa contra una invasión alemana desde la dirección de Noruega. Además, un acuerdo de la disolución de la unión entre Noruega y Suecia en 1905 declaró que no se permitía ninguna fortificación a lo largo de esta frontera. Una de las demandas de Alemania sobre Suecia, a medida que avanzaba la invasión de Alemania, era que Suecia no debía movilizarse. Sin embargo, Suecia reorganizó su sistema de movilización para permitir que el orden personal por carta sea posible como una alternativa a la proclamación oficial, de modo que 320 000 hombres pudieron ser criados en unas pocas semanas. Esto se llamaba "La Organización" y apenas era diferente de una movilización completa cuando se completaba. Suecia también comenzó a construir fortificaciones en la frontera noruega y a lo largo de la costa de Scania.
Durante su invasión de Noruega, Alemania exigió acceso a las líneas telefónicas y telegráficas suecas entre Alemania y Noruega. Suecia permitió esto, pero pinchó las líneas. A principios del verano de ese año (1940), el matemático sueco Arne Beurling logró descifrar y descubrir los códigos fuente de la máquina de cifrado Geheimfernschreiber que usaba Alemania, lo que permitió a los suecos avanzar en el conocimiento de las intenciones militares de Alemania. Aunque el Plan británico R 4 no se pudo llevar a cabo, las tropas aliadas fueron enviadas rápidamente a Noruega y pudieron luchar junto a los noruegos sin éxito contra los invasores alemanes. Sin embargo, el éxito de la campaña alemana contra Francia y la ocupación de los Países Bajos condujo a un nuevo despliegue de tropas británicas y para el 8 de junio de 1940, las tropas británicas habían sido evacuadas de Noruega.
En su libro Blodsporet, Espen Eidum detalló cómo, a pedido de Adolf Hitler, la Alemania nazi envió tres trenes con 30 a 40 vagones sellados a través de Suecia a la batalla de Narvik. Estos trenes aparentemente transportaban personal médico y alimentos para los soldados alemanes heridos en Narvik. Sin embargo, en realidad había 17 soldados por cada oficial médico. Suecia sabía que los trenes estaban siendo utilizados para transportar tropas porque un representante sueco en Berlín informó que los había visto abordar. Los trenes también transportaron artillería pesada, cañones antiaéreos, municiones y equipos de comunicaciones y suministros.

### Crisis de verano
Al comienzo de la invasión alemana de la Unión Soviética a principios del verano de 1941, con el nombre en código Operación Barbarroja, los alemanes pidieron a Suecia que permitiera el transporte de tropas alemanas armadas, la 163.ª División de Infantería, comandada por el general Erwin Engelbrecht, junto con todos sus equipo militar, a través del territorio sueco en tren desde Noruega hasta el frente oriental en Finlandia. El gobierno sueco otorgó este permiso. En Suecia, las deliberaciones políticas en torno a esto se conocen como la "Crisis de verano"; sin embargo, según una investigación de Carl-Gustaf Scott, nunca hubo una "crisis", argumenta que "la crisis se creó en retrospectiva histórica para proteger el legado político del Partido Socialdemócrata y su líder Per Albin Hansson".

### 1943 en adelante
Desde finales de 1942 hasta 1943, Alemania comenzó a encontrarse con una serie de reveses militares después de sus derrotas en la Segunda Batalla de El Alamein y sobre todo en la Batalla de Stalingrado. Alemania se vio obligada a adoptar una posición más defensiva cuando las fuerzas aliadas lograron el éxito en el campo de batalla. Cada vez era más evidente para Suecia que era poco probable que Alemania ganara la guerra.
Antes de 1943, la política de neutralidad de Suecia había estado bajo el escrutinio minucioso de Alemania. Sin embargo, después de agosto y septiembre de 1943, Suecia pudo resistir cada vez más las demandas alemanas y suavizar su postura ante la presión aliada. Sin embargo, a pesar de la nueva postura defensiva de Alemania, el temor constante de Suecia era que ocurriera lo inesperado, una actitud que continuó hasta el final de la guerra. Con el debilitamiento de la posición de Alemania llegaron demandas más fuertes de los aliados. Presionaron para que Suecia abandonara su comercio con Alemania y para detener todos los movimientos de tropas alemanas sobre suelo sueco. Suecia aceptó pagos de los Aliados para compensar esta pérdida de ingresos a través de un menor comercio con Alemania, pero continuó vendiendo piezas de acero y maquinaria a la Alemania nazi a tasas de contrabandistas infladas.

### Entrenamiento de tropas noruegas y danesas

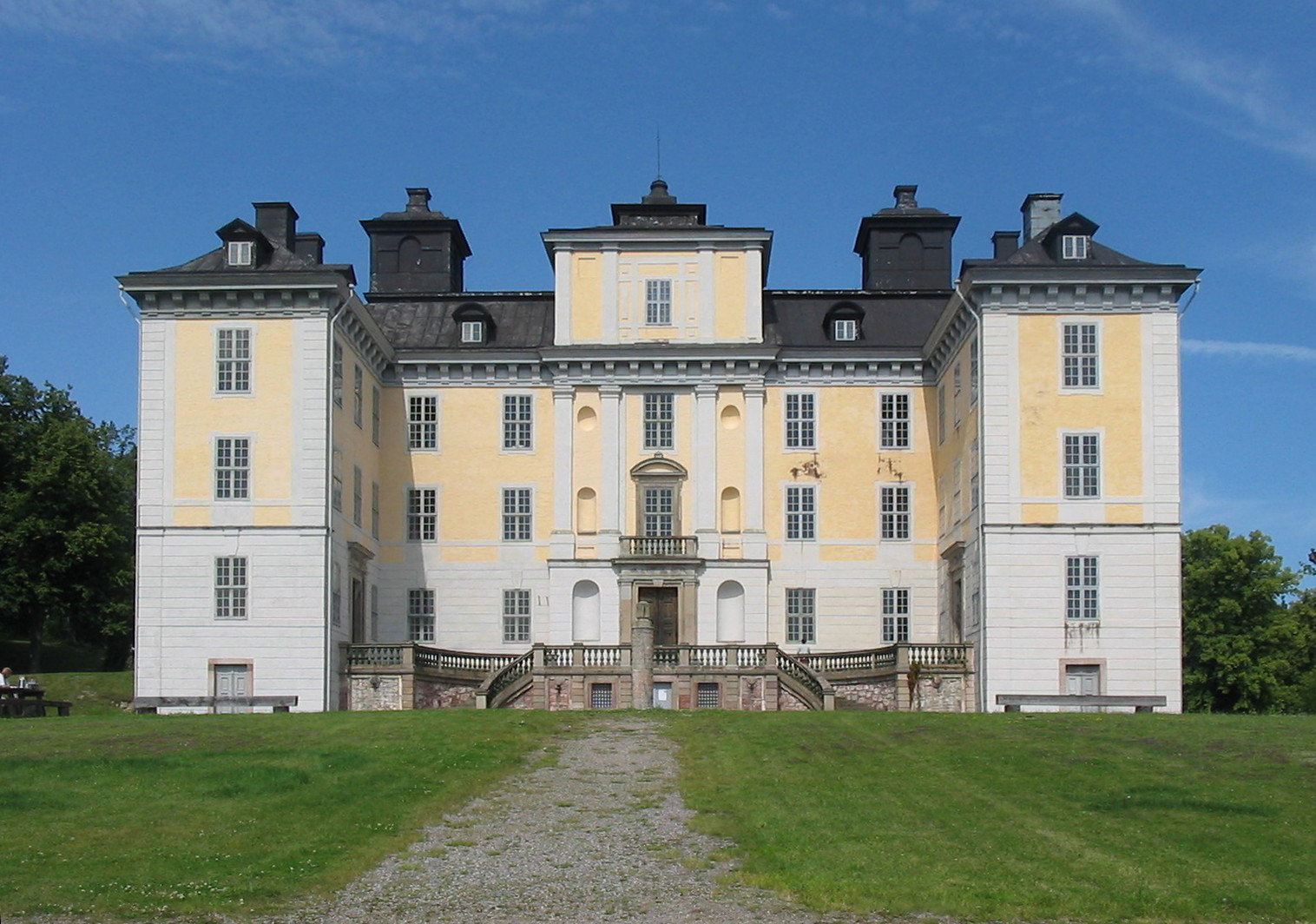
El castillo de Mälsåker fue una academia militar noruega durante la Segunda Guerra Mundial.

Durante la guerra, más de 50 000 noruegos huyeron a Suecia. Estos refugiados fueron enviados a campamentos en Öreryd en Småland y Kjesäter en Södermanland. Desde el verano de 1943 en adelante, el entrenamiento militar de las tropas noruegas se llevó a cabo en Suecia, en cooperación con el gobierno sueco y el gobierno noruego en el exilio en Londres. Para evitar las protestas de la Alemania nazi, este entrenamiento fue aparentemente para la policía noruega. Desde el principio, los reclutas solo tenían armas de infantería ligera, pero luego pudieron entrenar con artillería. Se realizaron ejercicios militares en Dalarna en diciembre de 1944 y en Hälsingland en la primavera de 1945. 8 000 hombres participaron en este último ejercicio.
En total, alrededor de 15 000 hombres fueron entrenados y organizados en diez batallones y al final de la guerra, ocho de estos batallones, unos 13 500 hombres, estaban listos para la acción. Entraron en Noruega el 8 de mayo de 1945. El número de refugiados daneses había sido mucho más bajo que los 50 000 noruegos, pero una brigada de aproximadamente 3 600 hombres daneses también fue entrenada y fueron transferidos a Dinamarca el 5 de mayo de 1945.

### El misil Bäckebo

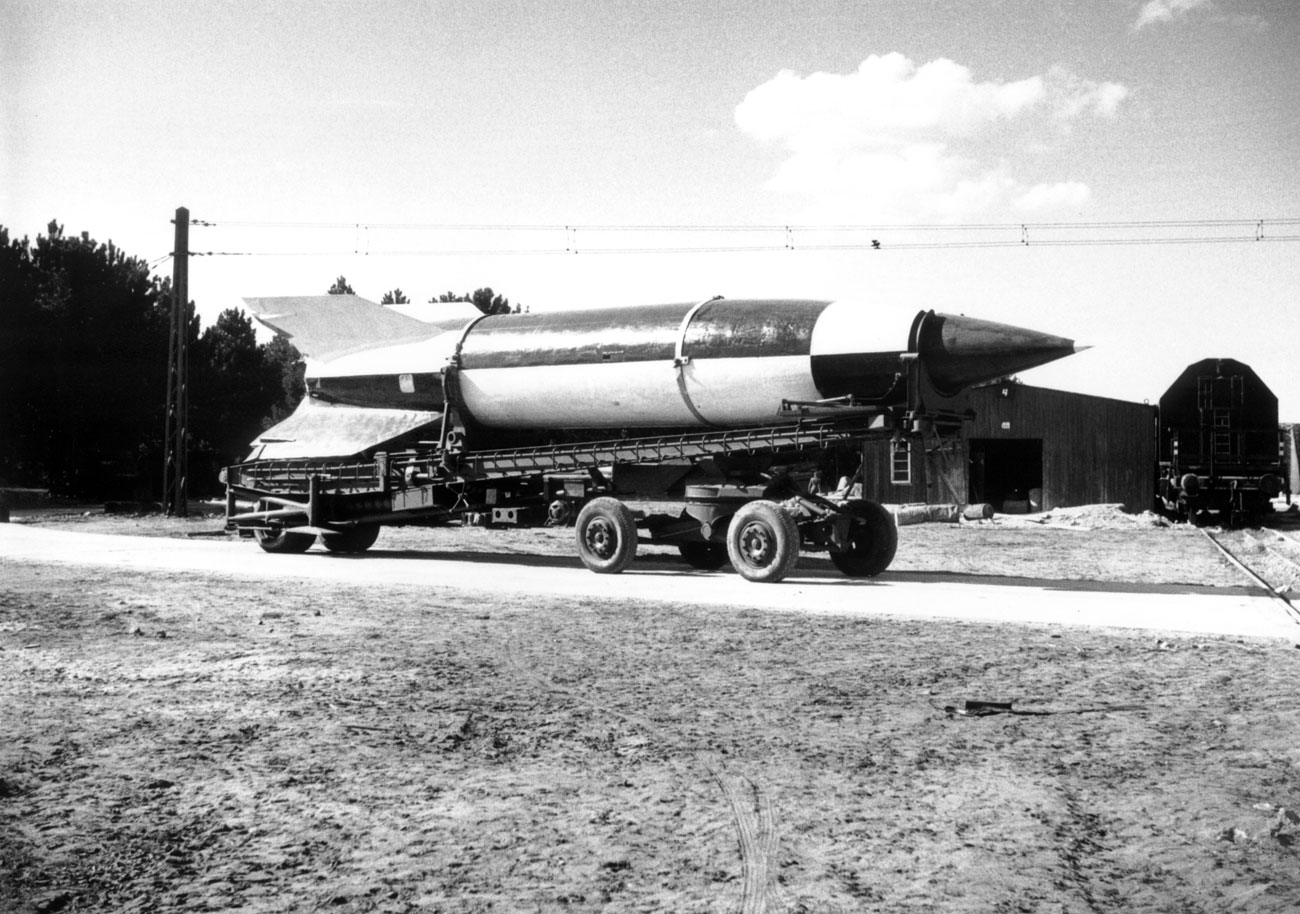
Un misil alemán V-2.

El 13 de junio de 1944, un cohete V-2 sometido a prueba por los alemanes (cohete de prueba V-89, número de serie 4089) de Peenemünde se estrelló en Suecia después de que el cohete volase en cúmulos que se habían desviado en la línea de visión del controlador. Se suponía que se estrellaría en el mar a las afueras de Bornholm en la ocupada Dinamarca. El V-89 contenía una unidad receptora de control de radio FuG 230 Straßburg, normalmente comandada por un conjunto de transmisor de control de radio equipado con un control remoto FuG 203 Kehl que también había sido diseñado para usarse con el misil antiaéreo Wasserfall (nombre en código Burgund), como un desarrollo del mismo equipo FuG 203/230 utilizado para guiar tanto la artillería guiada por propulsión por gravedad Fritz X como la bomba de planeo Henschel Hs 293. El controlador de tierra parecía no tener problemas para maniobrar el cohete hasta que desapareció en la capa de nubes altas.
Más tarde, un prisionero alemán capturado explicó a los británicos que el controlador era un experto en dirigir bombas planeadoras desde aviones, pero que el espectáculo del lanzamiento de un cohete le había hecho operar incorrectamente la palanca de control en su asombro. El experto en control y orientación de Peenemünde, Ernst Steinhoff, explicó que el operador entusiasmado aplicó un conjunto de correcciones planificadas (como la de la rotación de la Tierra) en la dirección opuesta a la que le habían indicado. Posteriormente, el cohete explotó en el aire (un mal funcionamiento común del V-2) a varios miles de pies sobre el condado de Bäckebo, principalmente sobre una granja sin heridos, y los suecos intercambiaron los valiosos restos con Gran Bretaña por Supermarine Spitfires.
El 31 de julio de 1944, los expertos del Royal Aircraft Establishment en Farnborough en Hampshire, Inglaterra, comenzaron un intento de reconstruir el misil. Posteriormente, los científicos militares estadounidenses recibieron algunas de las partes recuperadas de los británicos. El pionero estadounidense de cohetes Robert H. Goddard examinó esos componentes como parte de su trabajo de ayuda al ejército de los Estados Unidos y se informó que Goddard infirió que su creación se había convertido en un arma.

## Esfuerzo humanitario
En 1943, Suecia recibió a casi todos los 8 000 judíos de Dinamarca. Con la disolución del gobierno danés en el verano de 1943, las autoridades alemanas decidieron deportar a la población judía de Dinamarca a campos de concentración. Sin embargo, los daneses transportaron con éxito a todos menos a 450 de los judíos a través del estrecho entre Copenhague y el continente sueco, a través de aguas patrulladas por Schnellboots alemanes, en un esfuerzo de rescate sin precedentes. Una vez en Suecia, los judíos daneses recibieron asilo y fueron acogidos por familias suecas. Muchos se quedaron en Suecia después de la guerra. Suecia también recibió refugiados de Finlandia y Noruega, incluidos algunos judíos de Noruega. Todo esto, así como la protección de la propia población judía de Suecia, fue posible gracias a la neutralidad de Suecia. Un periódico diario en Suecia, el Svenska Dagbladet dijo que Suecia hizo más para ayudar y salvar a los judíos que cualquier otro país.
La neutralidad también hizo posible que Suecia tuviera acceso físico a Alemania, que no solo era útil para la inteligencia sueca sino también para la inteligencia aliada. Los empleados de Asea, LM Ericsson y la Fábrica de fósforos sueca (Svenska Tändsticksfabriken) actuaron como correos de la resistencia polaca. El rey Gustav V de Suecia intentó usar sus conexiones diplomáticas con los líderes alemanes para convencerlos de tratar a los judíos de manera más humana, como lo demuestra su correspondencia, aunque con poco efecto. El conde Folke Bernadotte, un pariente de la familia real sueca, pudo comunicarse con el gobierno alemán y transmitir información a Suecia, al igual que otros diplomáticos. También contribuyó a salvar a 15 000 prisioneros de los campos de concentración, al igual que Valdemar Langlet y el famoso diplomático Raoul Wallenberg, que pudieron haber salvado hasta 100 000 judíos húngaros.
Muchos nobles suecos utilizaron sus conexiones personales y su riqueza para acoger y encontrar hogares suecos temporales para niños de países vecinos, principalmente Dinamarca y Finlandia. Werner Dankwort fue el primer secretario de la legación alemana en Estocolmo durante el régimen nazi alemán y en secreto ayudó a los niños judíos a escapar de Alemania a Suecia dentro de cajas de madera.

## Libertad de prensa

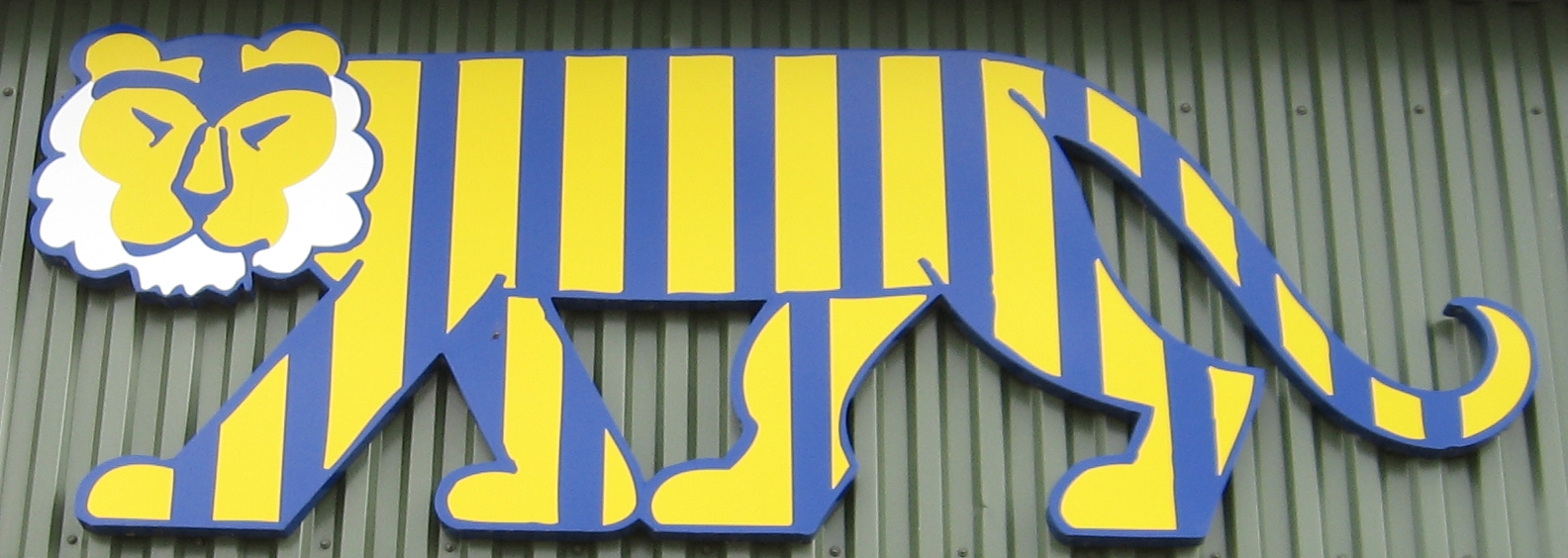
«En svensk tiger», un famoso cartel de la Segunda Guerra Mundial que recuerda a los suecos que tengan cuidado con los espías.

Los sentimientos del pueblo sueco se publicaron ampliamente en la prensa sueca, lo que provocó muchas protestas del gobierno alemán y provocó que el gobierno sueco censurara algunas áreas de la prensa de forma limitada. En Suecia durante este tiempo, la prensa cayó bajo el control de varias autoridades, a pesar de las afirmaciones contemporáneas de que la prensa sueca era libre. La Junta de Información del Gobierno de Suecia determinó qué información militar podría divulgarse y qué información debería permanecer en secreto. El Consejo de Prensa Sueco sirvió como un organismo de autorregulación, promoviendo "buenas relaciones entre la prensa y las autoridades públicas y sirviendo como un instrumento de autodisciplina para la prensa". El Consejo de Prensa Sueco emitió advertencias, tanto públicas como confidenciales, a quienes consideraba que estaban abusando de la libertad de prensa.
Al gobierno sueco le preocupaba que su neutralidad pudiera verse comprometida si la prensa se volvía demasiado expresiva en sus opiniones. Tanto el Consejo de Prensa Sueco como la Junta de información emitieron consejos tales como: "En la medida en que el material recibido lo permita, se deben hacer intentos para no dar importancia a los informes de un lado a expensas del otro", o: "Los titulares, ya sea en vallas publicitarias o en los periódicos, deben estar redactados de tal manera que se evite favorecer a un lado u otro", y: "Las editoriales y encuestas, así como los artículos que discuten eventos militares o la situación militar, deben ser estrictamente objetivos".
Durante la Segunda Guerra Mundial, se prohibió la distribución de seis periódicos: Trots Allt! de Ture Nerman, la publicación nazi Sverige Fritt y Ny Dag, Arbetar-Tidningen, Norrskensflamman y Sydsvenska Kuriren, todos estos órganos del Partido Comunista. Se impuso la prohibición del transporte de estos periódicos, ya que la impresión de periódicos estaba protegida en la Constitución sueca. Hubo indicios de que las prohibiciones impuestas a los periódicos comunistas habían cumplido sus propósitos políticos al impresionar a los alemanes, al mismo tiempo que no restringían realmente el trabajo de los medios.

## Concesiones

### A la Alemania nazi
Quizás el aspecto más importante de las concesiones de Suecia a Alemania durante la Segunda Guerra Mundial fue la extensa exportación de mineral de hierro para su uso en la industria de armas alemana, llegando a diez millones de toneladas por año. La política de neutralidad sueca significaba que el gobierno no podía interferir con el comercio. A medida que los preparativos de Alemania para la guerra se hicieron más evidentes y el riesgo de otra guerra se hizo evidente, el interés internacional en el mineral de hierro sueco aumentó. En ese momento, la inteligencia británica había estimado que la industria alemana dependía en gran medida del mineral de hierro sueco y que una disminución o detención de las exportaciones de este mineral podría tener un efecto desastroso en los esfuerzos militares de Alemania. Esta es una opinión polémica que se ha debatido después de la guerra. Sir Ralph Glyn, un miembro del Parlamento británico, afirmó que el cese de las exportaciones suecas de mineral de hierro pondría fin a la guerra en cuestión de meses.

Dado que Gran Bretaña no había podido evitar la exitosa invasión por parte de la Alemania nazi de Francia y Noruega, el gobierno sueco no estaba convencido de que los británicos pudieran protegerlos y optó por continuar con las exportaciones. El mineral de hierro proporcionó lingotes de oro, alimentos y carbón muy necesarios de Alemania. El mineral de hierro fue transportado por mar desde la ciudad noruega de Narvik y desde Luleå, en el norte de Suecia. Estos envíos fueron atacados por aviones y submarinos británicos en el Atlántico y el Mar del Norte y por submarinos soviéticos en el Báltico. Unos 70 barcos fueron hundidos y 200 marineros perdieron la vida.
En respuesta a los llamamientos alemanes de voluntarios para luchar contra la Unión Soviética, aproximadamente 180 suecos se alistaron en las Waffen-SS de Alemania y vieron el combate contra las tropas soviéticas en el Frente Oriental. Esta fue una elección hecha por ciudadanos suecos en contra de la política del gobierno sueco. Su número fue pequeño en comparación con los países ocupados, en los que los funcionarios alentaron a alistarse para el Frente Oriental (Noruega 10 000; Dinamarca 6 000; Francia 11 000; Países Bajos 20 000).
Con un bloqueo del estrecho de Skagerrak entre Noruega y el extremo norte de Dinamarca, la marina mercante sueca se vio físicamente dividida. Los buques que se encontraban dentro del Mar Báltico comerciaban con Alemania durante la guerra, mientras que el mayor número de buques se alquilaba a los Aliados para el envío de convoyes. Aproximadamente 1 500 marineros suecos perecieron durante la guerra, en su mayoría víctimas de minas y ataques de submarinos. Los asaltantes mercantes alemanes también se detendrían y capturarían o destruirían buques suecos que transportaban cargas para los aliados. Por ejemplo, este fue el destino de los MV Trolleholm y Sir Ernest Cassel, ambos destruidos por el crucero auxiliar alemán Thor; el mismo Thor también colisionó accidentalmente con HM Bothnia en la niebla mientras transportaba cargas hacia Alemania, lo que hizo que se hundiera. Mientras tanto, otros invasores mercantes alemanes se harían pasar por buques mercantes suecos.

### A los Aliados

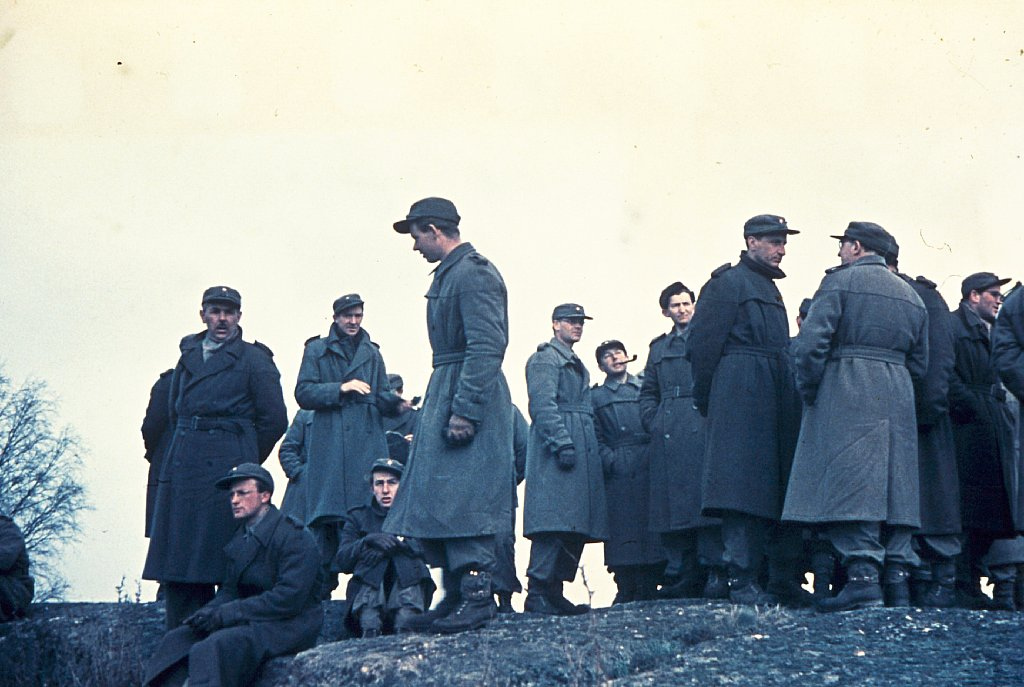
Soldados de la Brigada Libre Danesa (Den Danske Brigade) llegados de Suecia, en abril de 1945.

Suecia hizo esfuerzos para ayudar a las Fuerzas Aliadas. Desde mayo de 1940, una gran parte de la marina mercante sueca que se encontraba fuera del Báltico, con un total de aproximadamente 8 000 marineros, fue arrendada a Gran Bretaña. 300 suecos viajaron a Noruega para luchar contra la invasión alemana. El tráfico de telégrafos alemanes al Oslo ocupado pasó por cables arrendados por Suecia que los suecos interceptaron. El tráfico fue encriptado con el dispositivo Geheimschreiber de Alemania, pero el código de cifrado fue roto por el profesor de matemáticas sueco Arne Beurling a principios del verano de 1940 y los resultados de este espionaje fueron enviados a los Aliados a través del movimiento de resistencia polaco. Cuando el acorazado alemán Bismarck se embarcó en su viaje para atacar los convoyes del Atlántico, la inteligencia sueca informó a los británicos de su salida del puerto. Los empresarios y diplomáticos suecos también estaban espiando activamente a los Aliados, en Berlín y en los territorios ocupados.
En 1945, cuando los Aliados planeaban liberar Dinamarca y Noruega, Estados Unidos quería que Suecia cooperara en esta acción. Suecia comenzó a prepararse para la Operation Rädda Danmark (Operación Salvar Dinamarca), en la que Suecia invadiría Selandia desde Scania. Después de la liberación de Dinamarca, Suecia debía ayudar a los Aliados en la invasión de Noruega. Esto resultó ser innecesario, pero a los aviones estadounidenses se les permitió usar bases militares suecas durante la liberación de Noruega, desde la primavera de 1944 hasta 1945, y los Aliados también colaboraron con el Servicio de Inteligencia y Seguridad Militar de Suecia. Suecia permitió que los espías aliados escucharan señales de radio alemanas desde una estación en Öland. También se estableció una radiobaliza en Malmö para que el ejército británico guíe el bombardeo de Alemania. Además, a partir de 1943, soldados noruegos y daneses (Brigada Den danske) fueron entrenados en bases militares suecas. Suecia también había establecido una serie de campos de entrenamiento a lo largo de la frontera noruega para el movimiento de resistencia noruego. Hacia el final de la guerra, la inteligencia sueca cooperó con el transporte aéreo de los Estados Unidos en los esfuerzos de ayuda dirigidos a las áreas liberadas por el Ejército Rojo.

## Consecuencias
El primer ministro del Reino Unido durante la Segunda Guerra Mundial, Winston Churchill, acusó a Suecia de ignorar los problemas morales más importantes y de jugar con ambas partes para obtener ganancias durante el conflicto, incluido el suministro de piezas de acero y máquinas a la Alemania nazi durante la guerra. Sin embargo, tales afirmaciones utilizan una definición diferente de la palabra "neutral" de la definida en la convención de La Haya de 1907, que establece los derechos y deberes de los beligerantes y los países neutrales.

### Devolución forzada a la Unión Soviética

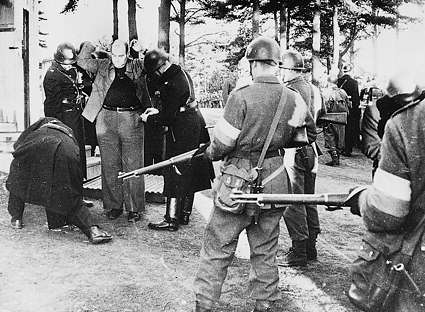
Soldados bálticos y alemanes siendo extraditados a un campo de prisioneros en Eksjö.

En enero de 1946, Suecia transfirió por la fuerza a la Unión Soviética a más de 146 Waffen-SS bálticos y 2 364 soldados alemanes que habían sido internados en campos de prisioneros suecos. Al menos siete de los internos se suicidaron en su campamento en la aldea de Rinkaby, en lugar de permitirse ser enviados por Suecia a una muerte casi segura en la Unión Soviética.
En 1970, el director de cine Johan Bergenstråhle hizo un documental, Baltutlämningen (Una tragedia del Báltico), sobre los soldados letones que fueron entregados a los soviéticos para ser condenados a trabajos forzados en campos de prisioneros.